# Javier Solana
Javier Solana de Madariaga, född 14 juli 1942 i Madrid, är en spansk politiker (socialist), och professor i fysik. Han var 1999–2009 generalsekreterare för Europeiska unionens råd och EU:s höga representant för GUSP ("EU:s utrikespolitiska talesman") samt generalsekreterare för Västeuropeiska unionen (VEU). 1995–1999 var Solana Natos generalsekreterare.

## Biografi
Hans morfars kusin var den berömde spanska diplomaten och författaren Salvador de Madariaga. Hans mormor var den berömda näringslivshistorikern Constance Archibald de Madariaga. Hans mor Nieves Hayat de Madariaga Mathews arbetade över 20 år för FAO och gav 1996 ut en bok om Sir Francis Bacon. Solanas farfar var författaren Don Ezequiel Solana Ramirez. Solanas äldre bror Luís Solana de Madariaga var tidigare ordförande för ett spanskt telefonbolag.
Från 1959 studerade han vid Madrids universitet och har doktorsgrad i fysik. 1963 förvisades han från universitetet på grund av sitt engagemang i oppositionsrörelsen mot diktatorn Francisco Franco och blev 1964 medlem av det spanska socialistpartiet. Solana flyttade till Nederländerna och därefter till Storbritannien. Han levde senare en längre tid i USA med hjälp av ett Fulbright-stipendium. Han promoverades 1968 på University of Virginia och forskade och undervisade där fram till 1971 då han återvände till Spanien. Fyra år senare utsågs han till professor i Madrid.
1977 valdes han in i parlamentet för Spanska socialistiska arbetarpartiet, som representant för lärarnas fackförening. Han blev kulturminister 1982 under premiärminister Felipe González, hans nära personliga vän, och 1988 utbildningsminister. Under några år var han regeringens talesperson. 1992 utnämndes han till utrikesminister, och hade den positionen när Spanien var ordförandeland för EU 1995. Solana höll då Barcelonakonferensen i november, för vilket han vann internationell uppskattning. Några veckor därefter utsågs han till generalsekreterare för Nato, efter att företrädaren Willy Claes avgått efter en korruptionsskandal.
Solana är gift med Concepción Giménez, dotter till en av Francos generaler. Han har två vuxna barn.

## Utmärkelser
- Storkorset av Alfons X den vises orden,  27 januari 1996[14]
- Storkorset av Karl III:s orden,  5 juli 1997[15]
- Storkorset av Isabella den katolskas orden,  8 april 2000[16]
- Manfred Wörner-medaljen,  2002
- Watelers fredspris,  2006
- Karlspriset,  17 maj 2007[17]
- Ewald-von-Kleist-Preis,  2010
- Ordenskedja för riddare av Gyllene Skinnets orden,  23 januari 2010[18]
- Atlàntida-priset,  2012[19][20]
- Medalj för diplomatisk förtjänst,  2019[21]
- Storkorsriddare av Republiken Italiens förtjänstorden
- Tredje klass av Jaroslav den vises orden
- Storkors av Kristi militärorden[22]
- Storofficer av Vita lejonets orden
- Kommendör av Sankt Mikaels och Sankt Georgsorden
- Förbundsrepubliken Tysklands förtjänstorden - storkors
- Storkorset av Ungerska förtjänstorden
- Fulbright-programmet
- Georgiska gyllene skinnets orden
- Storkors av Republiken Polens förtjänstorden
- Sloveniens särskilda förtjänstorden
- Storkorset av Storfurst Gediminas orden

[Redigera Wikidata]